# مدينة جازان للصناعات الأساسية والتحويلية
مدينة جازان للصناعات الأساسية والتحويلية كانت تسمى سابقًا مدينة جازان الاقتصادية، هي مدينة اقتصادية سعودية مخطط لإنشائها حيث أعلن عنها ملك السعودية الملك عبد الله بن عبد العزيز يوم 4 نوفمبر عام 2006م، وتقع في منطقة جازان جنوب المملكة العربية السعودية ويشرف على تطويرها الهيئة الملكية للجبيل وينبع.

## نبذة عن المشروع
تقع منطقة جازان في الجزء الجنوبي الغربي من المملكة العربية السعودية، ويبلغ عدد سكانها نحو مليوني نسمة، وتغطي مساحة 40٬000 كيلومتر مربع وتحتوي على حوالي 5000 قرية ومدينة. وتوجد بمدينة جازان ـوهي أهم مدينة في الإقليم- ميناء جازان وهو ثالث أهم ميناء للمملكة على البحر الأحمر. وتتميز مدينة جازان بموقعها المتميز على الساحل الجنوبي للبحر الأحمر بشريط ساحلي يبلغ طوله نحو 300 كيلومتر تقريبًا وذلك فضلاً عن قربها من طرق التجارة الرئيسية عبر البحر شرقًا وغربًا إلى أوروبا والشرق الأقصى والخليج العربي. وتتميز هذه المنطقة بوجود جزر فرسان والتي تعد أول محمية لحماية الحياة البرية في المنطقة وهي موطن الغزال العربي المهدد بالانقراض، وفي الشتاء تعد هذه الجزر ملتقى الطيور المهاجرة من أوروبا. وتشتهر سهولها بإنتاج حبوب البن ومحاصيل الحبوب مثل: القمح والشعير، وإنتاج الفاكهة مثل: التفاح والموز والعنب والمانجو والبابايا والخوخ والموالح.

## الموقع
تم إقامة مدينة جازان الاقتصادية على شاطئ البحر الأحمر وعلى بعد 66 كم من مدينة جازان شمالا، و20 كيلو من محافظة بيش غرباً. تقع هذه المدينة على مساحة تقدر بـ 103 كم مربع ولها ساحل بطول 11.5 كم. حيث أنها لا تقع مدينة جازان الاقتصادية في موقع توافر المواد الخام ومصدر العمالة الزائدة فحسب ولكنها أيضًا تقع بمحاذاة أهم طريق شحن على البحر الأحمر. ومما لاشك فيه أن قرب مدينة جازان الاقتصادية من المطار الدولي الجديد الذي يقع على بعد 66 كلم جنوبًا سيزيد من سهولة الوصول إليها والتوصل معها وهذا بالإضافة إلى الطريق الجديد المقترح الذي يمتد شرقًا وكذلك خط السكك الحديدية المخطط لإقامته لربط المدينة الاقتصادية مع مدينة جدة والتي تقع على بعد حوالي 600 كلم شمال غربي البلاد.

## نظرة عامة على الموقع
يعد الموقع المقترح لمدينة جازان الاقتصادية من المواقع الاستراتيجية حيث يطل على شواطئ البحر الأحمر من ناحية الغرب ويحده الطريق الجديد المقترح من ناحية الشرق ويؤدي هذا الطريق مدينة جيزان، بجدة من الشمال الطريق المؤدي بلدة بيش المجاورة والتي تبعد حوالي 23 كيلو مترات. وفي أقصى الشمال توجد المحمية الطبيعية -بيش بارك- والتي تتميز بطبيعتها الريفية الخضراء المناقضة وسط البيئة الصحراوية اليابسة. وتتميز هذه الحديقة الجميلة الخضراء الممتدة على طول الساحل بأهميتها البالغة كمنطقة محمية للحفاظ على الأحياء البرية والنباتات، والحيوانات.
وتمثل هذه المنطقة الخضراء رئة خضراء مثالية للتمتع بمناظر خلابة ضمن هذا المشروع الكبير فضلاً عن كونها ملعبًا طبيعيًا يمكن ممارسة العديد من الأنشطة بها. وتبلغ مساحة هذه المنطقة الخضراء حوالي 12 كم × 8 كم (باستثناء أعمال استصلاح الأراضي المقترح فوق المستنقع الحالي وبالتالي تبلغ المساحة الإجمالية حوالي 103 كيلو متر مربع)، ويقع هذا الموقع بصفة عامة في مسار الرياح القادمة من الشمال الغربي والجنوب الشرقي.
تم تخصيص ثلثي مساحة المدينة الاقتصادية لتطوير المنطقة الصناعية المتقدمة وتم تجهيزها بأحدث تجهيزات الشبكات اللازمة لمشروعات الصناعات الثقيلة بصفة خاصة بالإضافة إلى الصناعات الثانوية (المعالجة). تشكل مدينة جازان الاقتصادية محطة من أهم المحطات الرئيسية على شواطئ البحر الأحمر، حيث تتمتع بموقع استراتيجي بالقرب من الأسواق المحلية والعالمية. وهو الأمر الذي يوفر فرص متميزة لإقامة علاقات تجارية بين آسيا وأفريقيا فضلاً عن توفير فرص استثمارية وتسهيلات الملاحة والشحن البحري. من المتوقع أن تستقطب مدينة جازان الاقتصادية أكثر من مائة مليون ريال سعودي من الاستثمارات الخاصة من العديد القطاعات في المدينة الاقتصادية، الأمر الذي سيساهم في توفير 500 ألف فرصة عمل مباشرة وغير مباشرة.

## أقسام المشروع
الصناعات الثقيلة والصناعات الثانوية ووالموارد البشرية وأسلوب المعيشة. توفر المدينة المتوقعة بيئة متميزة للصناعات الأساسية وعمليات تبادل التقنيات والتجارة وفرص التوظيف والتعليم والتدريب والإسكان ومجال عريض من الأنشطة الاقتصادية الاجتماعية. تم تخصيص ثلثي مساحة المدينة الاقتصادية لتطوير المنطقة الصناعية المتقدمة وتم تجهيزها بأحدث تجهيزات الشبكات اللازمة لمشروعات الصناعات الثقيلة.

### الصناعات الثقيلة
- تكنولوجيا الأحياء.
- تكنولوجيا الزراعة.

### الصناعات الثانوية

#### معالجة السيليكون
تعد معالجة السيليكون في جازان من الأنشطة المثالية نظرًا لتوفر السيليكون بغزارة في هذه المنطقة فضلاً عن أهميته كعنصر أساسي في تكنولوجيا المستقبل. ونظرًا لطلبات السوق والتي تصل إلى ما يقارب من 1.200.000 طن في السنة ومعدل النمو المتوقع بزيادة تصل على 5 بالمائة كل سنة، ستعد صناعة معالجة السيليكون من النشاطات الصناعية المميزة في مدينة جازان الصناعية.

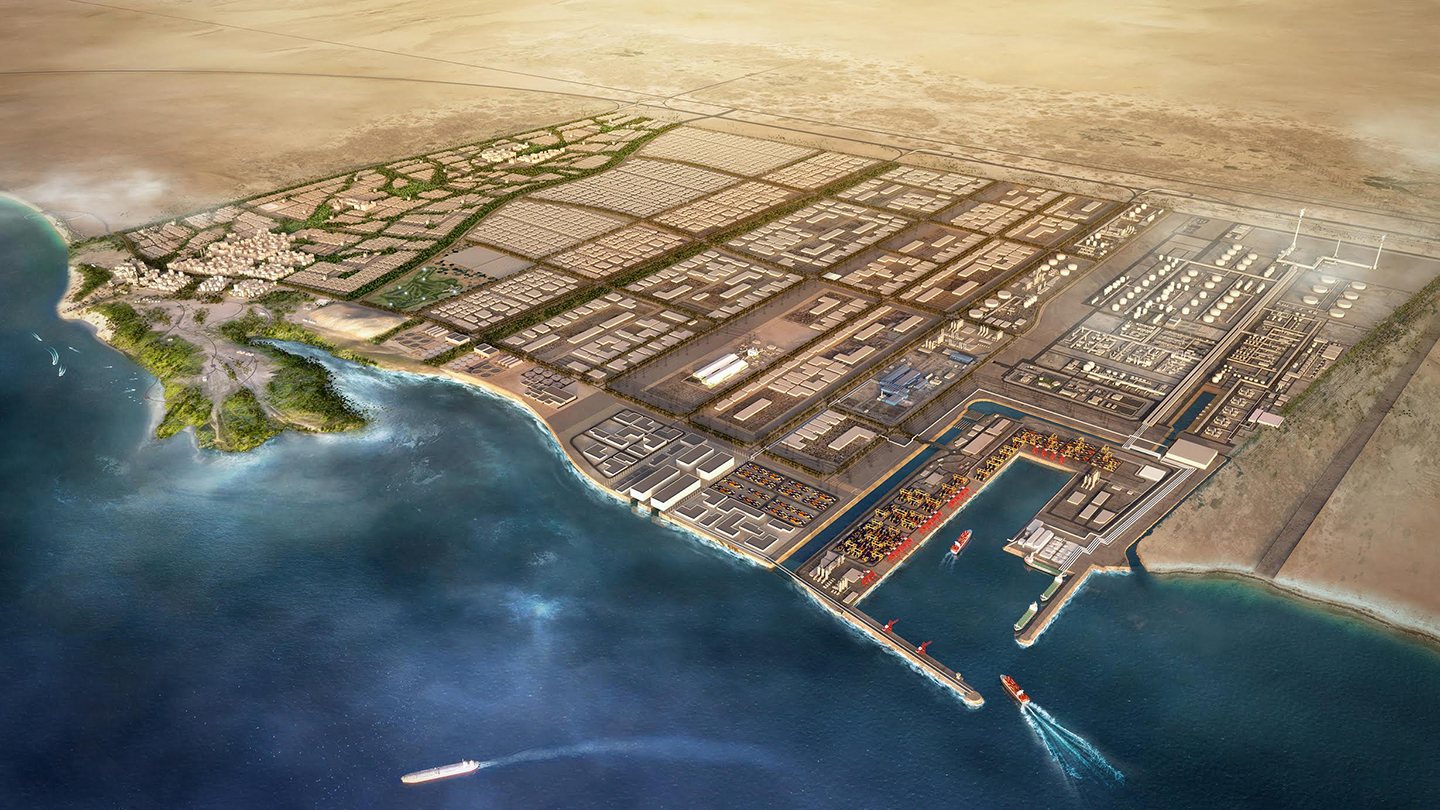
صورة تخيلية لمدينة جازان للصناعات الأساسية والتحويلية

#### المستحضرات الطبية
تعد صناعة المستحضرات الطبية من الصناعات الناهضة والتي تعتمد بشكل أساسي على صناعة البترول وسيتم تحسين هذه الصناعة في المستقبل من خلال تطوير ما يعرف باسم الدوائيات الغذائية ومنتجات الأغذية الصحية التي يتم الحصول عليها من المواد الزراعية في المنطقة مما يتيح إمكانية تطبيق تقنيات جديدة وتوفير سوق مزدهر في المنطقة والمناطق المحيط بها.

## تكليف الهيئة الملكية بإدارة المدينة
في التاسع من شوال 1436هـ الموافق (2015م) أصدر الملك سلمان بن عبد العزيز آل سعود أمراً بتكليف الهيئة الملكية للجبيل وينبع بإدارة وتشغيل مدينة جازان الاقتصادية لتكون رابع مدينة صناعية واقتصادية تشرف الهيئة الملكية على إدارتها وتشغيلها وذلك بعد الجبيل الصناعية وينبع الصناعية ومدينة رأس الخير الصناعية. في 17 سبتمبر 2017م أعلنت الهيئة الملكية للجبيل وينبع أن الملك سلمان بن عبد العزيز أمر بتعديل اسم «مدينة جازان الاقتصادية» إلى «مدينة جازان للصناعات الأساسية والتحويلية»، تضمن الأمر الملكي إسناد إدارة مدينة جازان للصناعات الأساسية والتحويلية إلى الهيئة الملكية، وذلك على نمط الجبيل وينبع.